# Глдочин
Глдочин (словац. Hldočín) — річка в Словаччині, права притока Разтоки, протікає в окрузі Тврдошін.
Довжина приблизно 4.6-5.5 км. Витік знаходиться в масиві Оравська Магура (геоморфологічна підодиниця Будін; схил гори Будін) — на висоті близько 895 метрів. Протікає територією села Ніжна (частина Зем'янська Дідина).
Впадає в Разтоку на висоті приблизно 615 метрів.